# زنی با یک ترازو
زنی با یک ترازو (انگلیسی: Woman Holding a Balance) که با نام زنی که ترازویی را امتحان می‌کند نیز شناخته می‌شود، یک نقاشی رنگ روغن از هنرمند باروک آلمانی، یوهانس فرمیر است. در زمان کشیده شدن این نقاشی در سال‌های ۱۶۶۲–۱۶۶۳، به عنوان زنی که طلا وزن می‌کند شناخته می‌شد، اما با دقت بیشتر مشخص گردید که ترازوی در دست او خالی است. اظهارنظرها در مورد طرح و نمادشناسی این نقاشی، از زن به عنوان نمادی از تقدس یا نمادی از زمین متفاوت است.